# Andrea Concetti
Andrea Concetti (Grottammare, 22 marzo 1965) è un basso italiano.
Andrea Concetti è un celebre basso italiano. 
Diplomato in canto al Conservatorio "Rossini" di Pesaro, viene inizialmente seguito da Sesto Bruscantini e Mietta Sighele prima e da Allan Billard poi. Il suo debutto ufficiale risale al 1992, sul palco del concorso internazionale "A. Belli" di Spoleto. Nel 1997 partecipa all'inaugurazione della stagione della Scala di Milano nell'Armide di Christoph Willibald Gluck diretta da Riccardo Muti.
Nel 2000 interpreta il ruolo di Don Alfonso nel Così fan tutte di Mozart a Ferrara. La direzione è di Mario Martone, ma a volere fortemente l'artista marchigiano sul palco è Claudio Abbado. Da Ferrara Concetti spicca il volo e calca alcuni dei più importanti palcoscenici della lirica mondiale. Sempre diretto da Abbado, partecipa al Festival di Salisburgo, canta all'Opéra National de Paris, alla Staatsoper Unter den Linden di Berlino e al Teatro San Carlo di Lisbona, per citarne alcuni.
Sempre nel 2000 Grottammare, la sua città, gli conferisce il titolo di cittadino dell'anno. Un riconoscimento che tornerà a ricevere nel 2007.
Nel corso delle celebrazioni mozartiane della stagione lirica 2005/2006, debutta nel ruolo di Figaro, ne Le nozze di Figaro, al Théâtre des Champs-Élysées di Parigi. Nella stessa stagione torna a interpretare il Don Alfonso del Così fan tutte al Teatro de la Monnaie di Bruxelles e al San Carlo di Napoli.
La stagione 2006/2007 lo vede protagonista nelle Marche, la sua regione. Inaugura infatti la stagione dello Sferisterio di Macerata interpretando Papageno ne Il flauto magico di Mozart con la regia di Pier Luigi Pizzi.
Nell'estate 2007 torna nella sua città natale con una serie di esibizioni, per l'inaugurazione del nuovo Teatro delle Energie.
È nel corso della stagione successiva, però, che la carriera di Andrea Concetti raggiunge il suo apice. Debutta infatti alla Scala di Milano nella prima assoluta della Teneke di Fabio Vacchi diretta da Roberto Abbado per la regia di Ermanno Olmi.
Nel marzo 2010, dopo essersi esibito a Berlino (Opera di Stato "Unter den Linden") e Helsinki, è un acclamato Leporello nel Don Giovanni di Mozart al Teatro delle Muse di Ancona, con la regia di Pier Luigi Pizzi, spettacolo replicato nel maggio a La Coruna.
Nell'aprile del 2010 debutta nel Mosè in Egitto di Gioachino Rossini nel ruolo del titolo presso il Chicago Opera Theatre, riscuotendo un importante successo di pubblico e di critica, aprendosi così la strada a una delle sue non frequenti esibizioni come "basso profondo".
Nell'estate del 2010 prende parte al nuovo allestimento del Sigismondo al Rossini Opera Festival di Pesaro (ROF) e in seguito è di nuovo Leporello nel Don Giovanni con la "Saint Paul Chamber Orchestra".
Nel febbraio 2015 interpreta il ruolo di Seneca ne L'incoronazione di Poppea di Claudio Monteverdi nella versione di Rinaldo Alessandrini e Robert Wilson al teatro La Scala di Milano.
Nel luglio 2021 interpreta il ruolo di Bartolo ne Le nozze di Figaro al Teatro alla Scala.

## Discografia e DVD
- Capitanio: Pasqua Fiorentina (Live) - Annamaria Chiuri/Coro del Laboratorio del Teatro Marrucino di Chieti/Massimiliano Fichera/Se Jin Lee/Alberto Jelmoni/Andrea Bazzani/Seung Seo Na/Andrea Concetti/Vittorio Parisi/Orchestra del Laboratorio del Teatro Marrucino di Chieti, 2014 Bongiovanni
- Rossini: Il Turco In Italia - Marco Vinco/Daniele Zanfardino/Prague Chamber Chorus/Antonello Allemandi/Bolzano-Trento Haydn Orchestra, 2008 Dynamic (anche DVD per la Naxos)
- Mozart, Don Giovanni - Riccardo Frizza/Ildebrando D'Arcangelo/Carmela Remigio, regia di Pier Luigi Pizzi, DVD 2009 Unitel (trasmesso da Rai 5)
- Mozart: Don Giovanni - Elisabetta Maschio/Umberto Chiummo/Michela Remor/Michele Bianchini/Bruno Lazzaretti/Alice Forgiero/Silvia Tro Santafé/Andrea Concetti/Massimiliano Gagliardo/Massimiliano Gagliardo, 1999 Kicco
- Verdi: Simon Boccanegra (Maggio Musicale Fiorentino, 2002) - Karita Mattila/Vincenzo La Scola/Lucio Gallo/Andrea Concetti/Claudio Abbado, regia Peter Stein, Arthaus Musik
- Sempre libera di Anna Netrebko, 2004 Deutsche Grammophon